# Dobroslawitz (Pawlowitzke)

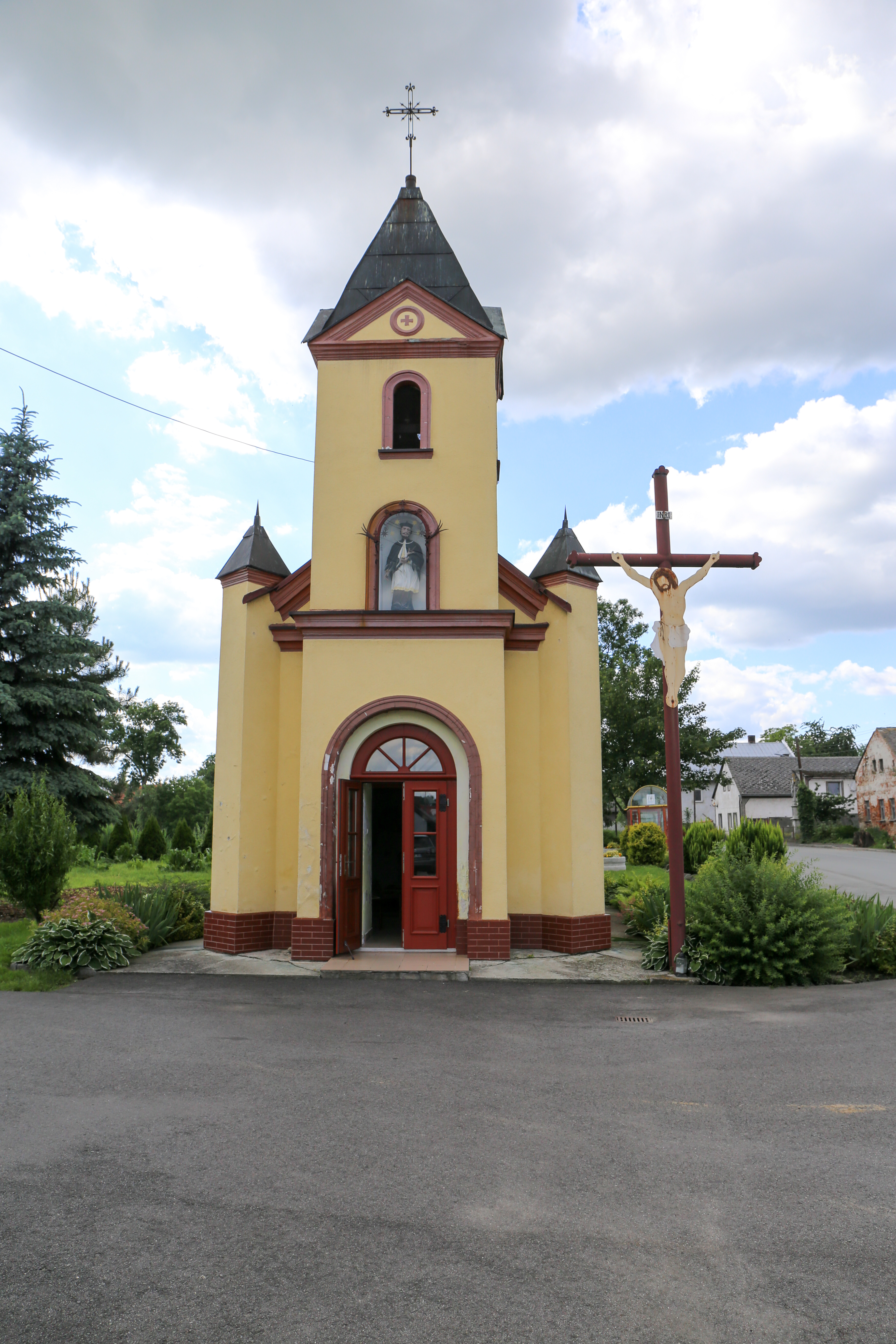
Kapelle in Dobroslawitz

Dobroslawitz, polnisch: Dobrosławice ist ein Ort in der Landgemeinde Pawlowitzke im Powiat Kędzierzyńsko-Kozielski der Woiwodschaft Opole in Polen.

## Geografie
Dobroslawitz liegt rund sieben Kilometer südwestlich von Pawłowiczki (Pawlowitzke), 22 Kilometer südwestlich von Kędzierzyn-Koźle (Kandrzin-Cosel) und 53 Kilometer südlich von  Opole.

## Geschichte
Der Ort entstand spätestens im 13. Jahrhundert und wurde 1204 erstmals urkundlich erwähnt.
„Dobroslavici villa“ wurde erstmals im Jahre 1784 in den Beyträge(n) zur Beschreibung von Schlesien erwähnt, gehörte dem Kloster Rauden, lag im Fürstentum Ratibor und hatte 126 Einwohner, ein Vorwerk, elf Bauern und elf Gärtner. 1865 bestand Dobroslawitz aus einem Rittergut und einer Dorfgemeinde. Damals hatte das Dorf sechs Bauernhöfe, acht Halbbauern, 10 Gärtner- und neun Häuslerstellen. Die Schule befand sich in Matzkirch.
Bei der Volksabstimmung in Oberschlesien am 20. März 1921 stimmten 301 Wahlberechtigte für einen Verbleib Oberschlesiens bei Deutschland und 33 für eine Zugehörigkeit zu Polen. Dobroslawitz verblieb nach der Teilung Oberschlesiens beim Deutschen Reich. Am 27. März 1936 wurde der Ort im Zuge einer Welle von Ortsumbenennungen der NS-Zeit in Ehrenhöhe umbenannt. Bis 1945 befand sich der Ort im Landkreis Cosel.
1945 kam der bis dahin deutsche Ort unter polnische Verwaltung und wurde anschließend der Woiwodschaft Schlesien angeschlossen und in Dobrosławice umbenannt. 1950 wurde Dobrosławice der Woiwodschaft Opole eingegliedert. Seit 1999 gehört es zum neugegründeten Powiat Kędzierzyńsko-Kozielski. Am 30. September 2014 erhielt der Ort zusätzlich den amtlichen deutschen Ortsnamen Dobroslawitz.

## Sehenswürdigkeiten und Bauwerke
- Sühnekreuz